# 木原適處
木原 適處（きはら てきしょ、1827年1月13日（文政9年12月16日） - 1902年（明治35年）11月7日）は、幕末の広島藩士。
通称は秀三郎。

## 概要・歴史
長崎、掛川、江戸に遊学し洋式兵術及び海軍術を学ぶ。この間、薩摩の岩下佐治右衛門（岩下方平）、土佐の間崎哲馬、大石円（大石弥太郎）、田所壮輔、中岡慎太郎、坂本龍馬、肥後の大田黒伴雄、長州の村田蔵六（大村益次郎）ら諸藩の有志と交流を深め、次第に倒幕の志を深める。1862年（文久2年）9月、幕臣勝海舟の塾に在塾中、広島藩に登用。以後、応接方・軍事方、軍務会計局吟味役を歴任する。1866年（慶応2年）9月に有志隊設立を広島藩主に建白し、翌年9月に士庶混成の「芸州回天軍第一起神機隊」を志和の地に結成。神機隊は戊辰戦争で備中、関東、東北に出動し善戦する。
廃藩後は家財を投じて地方福祉と民権運動に尽くす。1884年（明治17年）4月、広島に私立広島英学校を設立、後に女子部・商業部も併設する。